# Oberonia serpentinicaulis
Oberonia serpentinicaulis är en orkidéart som beskrevs av Johannes Jacobus Smith. Oberonia serpentinicaulis ingår i släktet Oberonia och familjen orkidéer. Inga underarter finns listade i Catalogue of Life.